# Ganisa obsoleta
Ganisa obsoleta is een vlinder uit de familie van de Eupterotidae. De wetenschappelijke naam van de soort is voor het eerst geldig gepubliceerd in 1926 door Talbot.